# Robert Wayaridri
Robert Wayaridri (22 marzo 1971) è un calciatore francese, difensore del Baco.